# Brainstorming
Brainstorming, lånord från engelskan, är en metod som syftar till att lösa problem eller hitta på nya idéer. Begreppet översätts ibland på svenska till idékläckning eller hjärnstorm men dessa begrepp används inte i någon högre grad. Det finns ett antal varianter av brainstorming, bland annat stop and go, turordning, brainwriting och kollektiv anteckningsbok.
Den genomförs vanligen genom att en grupp på fem till tjugo personer samlas för att arbeta kring ett problem eller en uppgift. En grundtanke är att tanken ska få löpa fritt utan att bli avbruten. Metoden används inom många områden, bland annat produktutveckling och reklam.
Metoden lanserades av Alex Osborn (1888-1966), en reklamman från byrån BBDO i New York. Han skrev flera böcker i ämnet kreativitet, och just brainstorming lanserades i böckerna How to Think Up, 1942 och Your Creative Power, 1948.
Koncept:
- Idéer får inte kritiseras innan de är färdiga.
- Spontanitet uppmuntras. Utgångspunkten är att alla idéer är bra idéer. En idé som inte verkar bra kan utvecklas till en lysande idé.
- Kvantiteten av idéer är viktig, då det ofta genererar kvalitet.
- Alla deltagare utvecklar och förbättrar varandras idéer.

## Kritik
Enligt vetenskapliga studier fungerar inte brainstorming som tänkt, bland annat i forskning gjord av Charlan Nemeth. Ett av momenten i brainstorming, är att man inte får kritisera, detta har visat sig göra att förslagen blir färre, och av sämre kvalitet. I de möten där man tillåts kritisera lämnas dubbelt så många förslag, och dagen efter har denna grupp 7 gånger så många förslag. Till exempel så är konstruktiv kritik syftet med animeringsstudion Pixars dagliga så kallade "shredding" möten. Generellt sett ger metoden alltså inte så många direkta resultat, däremot finns andra fördelar, såsom ökad trygghet i gruppen och ett bra diskussionsklimat.
Externa länkar gällande kritik:
- Jonah Lehrer: Author of How We Decide and Proust Was a Neuroscientist
- Keynote Review: Jonah Lehrer Tells Ad Group Why Brainstorming Just Doesn’t Work
- Charlan Nemeth Professor Ph.D., Cornell University
- The "Rules" of Brainstorming: An Impediment to Creativity?